# 王師儒
王师儒（1040年—1101年），字通夫，辽朝范阳（治今河北涿州市）人。

## 生平
曾祖父王惟忠，天成军节度掌书记。祖父王诂，没有当官。父亲王祁，重熙七年二十一岁进士第一，官至殿中少监、枢密副都承旨。
王师儒少有文名。通习六经子史及医卜之书，时称博洽，善辞令。咸雍元年（1065年）二十六岁举进士丙科，任将仕郎、守秘书省校书郎，擢升为枢密院令史。咸雍六年（1070年）夏，加太子洗马，冬，为儒林郎直史馆。一年后，授秘书丞应奉阁下文字。咸雍十年（1074年）冬，加尚书比部员外郎，兼史馆修撰。大康三年（1077年）秋，加朝散大夫、尚书职方郎中，赐紫金鱼袋。次年夏，转任将作少监，知尚书吏部铨。改授堂后官，充史馆修撰。授秘书少监，充南宋正旦国信结伴。大康九年（1083年）冬，辽道宗封耶律延禧为梁王，命他以太常少卿、乾文阁待制为伴读。与宋使钱勰交谈经史、医卜，钱勰感叹他渊博，授知制诰。善于辞令，充宋贺生辰国信使接伴，大安元年（1085年），出使宋朝为祭奠副使。大安三年（1087年），加谏议大夫。大安四年（1088年），转任给事中，权翰林侍读学士。大安五年（1089年），加大中大夫。大安六年（1090年），拜翰林学士，签诸行宫都部署。不满一年，兼枢密直学士。大安八年（1092年），加尚书刑部侍郎知枢密副使。当年冬天，正授枢密副使。升崇禄大夫，封开国公。力争赈济燕京之地灾民。大安十年（1094年），为参知政事、签枢密院事，加散骑常侍，特赐佐理功臣。寿昌初年，拜同中书门下平章事，再知枢密副使，签中书省事。寿昌六年（1100年）夏，因事与韩资让、郑颛一起削平章事，罢枢密中书省。冬，辽道宗让他到广平甸行在，改授宣政殿大学士判史馆事，上柱国、食邑五百户。当时，国史已停笔，宰相耶律俨奏：国史非经大手笔刊定，不能取信于后人。请王师儒参与修订国史。遇到宴会，他以诗代唱。寿昌七年（1101年）正月，辽道宗驾崩，天祚帝让他充攒途都提点，乾统元年（1101年）六月改授诸行宫都部署，加尚书左仆射。十一月十日在广平淀公府因病去世，时年六十二岁。追赠太子太师、武定军节度使、同中书门下平章事、侍中。人称王师儒兼有道真、纯德、懿文、学朴四者。
其子王元孙，早卒；王德孙，以恩荫为率府副率、閤門祗候、应进士举。其女王春宫，嫁给宣徽判官、崇禄少卿贾煇；王芝香，嫁给枢密都承旨时立爱。